# Верт, Хенрик
Хенрик Верт (венг. Werth Henrik; родился 26 декабря 1881 года, Рудольфсгнад, Австро-Венгрия (ныне Кничанин, Сербия) — умер 28 мая 1952 года, СССР) — венгерский военный деятель немецкого происхождения, генерал-полковник, начальник штаба армии Венгерского королевства.

## Биография
Хенрик Верт родился 26 декабря 1881 года на территории современного сербского уезда Торонталь, в семье швабов. Окончил военное училище в городе Бекешчаба, после чего служил в 60-м Эгерском пехотном полку и затем получил назначение в военный штаб в Секешфехерваре. Участвовал в 1-й мировой войне, получив звание капитана и возглавив штаб австро-венгерской армии в Братиславе. В 1918 году получил звание полковника. В период Венгерской советской республики был командиром 7-й дивизии, затем начальником штаба I венгерского красного корпуса; 2 мая 1919 года был направлен верховным командованием на переговоры о перемирии с румынскими оккупационными силами. В 1920 году поступил на службу в армию венгерского королевства и возглавил оперативное управление генштаба, а также начал преподавать в академии генштаба. В 1926 году получил звание генерала и возглавил академию генштаба. В 1931 году был произведён в генерал-лейтенанты и тогда же ушёл в отставку с поста главы Академии. В 1936 году ненадолго возглавил 4-ю смешанную бригаду, но в том же году был отправлен в отставку в звании генерал-полковника. Был восстановлен на военной службе в сентябре 1938 года и назначен начальником штаба венгерской армии (на этой должности он пробыл до 5 сентября 1941).
Находясь на посту начальника генштаба, всячески содействовал укреплению военного сотрудничества Венгрии и нацистской Германии, стремясь выполнять все германские требования даже до официального принятия соответствующих решений политиками. Известно, что он участвовал в разработке планов будущих военных операций против Югославии и СССР. В 1941 году он выступал как один из главных апологетов вступления Венгрии в войну против СССР, так как был сильно вдохновлён германскими победами, одержанными к тому времени, и полагал, что Гитлер сможет разбить Красную армию так же легко, как он сделал это с французскими и британскими войсками, а Венгрия, по его мнению, не может оставаться в стороне от готовящейся ликвидации коммунизма. Однако после тяжёлых поражений, понесённых венгерскими войсками в СССР, Миклош Хорти отправил его в отставку, заменив на Ференца Сомбатхейи. После отставки Хенрик был назначен губернатором оккупированных территорий Югославии, но в конце 1942 года заменён на Эндре Фаркаша.
В конце 1944 года, после оккупации страны Германией и прихода к власти Ференца Салаши, Верт был арестован гестапо. В феврале 1945 года был захвачен советскими агентами. После пленения был исключён из рядов венгерской армии. В 1948 году приговорён народным судом в Венгрии к смертной казни за военные преступления, позднее казнь была заменена 25-летним тюремным заключением. Умер в советском лагере.

## Награды
- Орден Железной короны 3-й степени с военным отличием и мечами (август 1916)
- Большой крест со Святой Венгерской Короной Ордена Заслуг с мечами (1942)